# Канегра
Канегра (итал. Canegra) је насељено место у Републици Хрватској у Истарској жупанији. Административно је у саставу Града Буја.
Насеље је настало 2001. издвајањем ненасељеног дела из насеља Валица, град Умаг. Предео је пун медитеранске вегетације са боровом шумом изнад плаже са белим облуцима. Ту је направљено туристичко насеље, са бунгалов-кућицама у боровој шуми, ресторани и спортски центар.

## Становништво
Према задњем попису становништва из 2001. године у насељу Канегра није било становника
Кретање броја становника по пописима 1857—2001.
| година пописа  | 1857. | 1869. | 1880. | 1890. | 1900. | 1910. | 1921. | 1931. | 1948. | 1953. | 1961. | 1971. | 1981. | 1991. | 2001. |
| бр. становника | 0     | 0     | 0     | 0     | 0     | 0     | 0     | 0     | 28    | 4     | 4     | 2     | 0     | 0     | 0     |

Напомена:Од 2001. настало издвајањем из насеља Валица, град Умаг, у којем су подаци садржани у 1981. и 1991. Као део насеља приказује се од 1948. до 1991. 